# سوپیلین
سوپیلین (به لاتین: Supilinn) یکی از محله‌های شهر تارتو، استونی است. سوپیلین ۰٫۴۸ کیلومتر مربع مساحت و ۱٬۸۶۳ نفر جمعیت دارد.

## نگارخانه

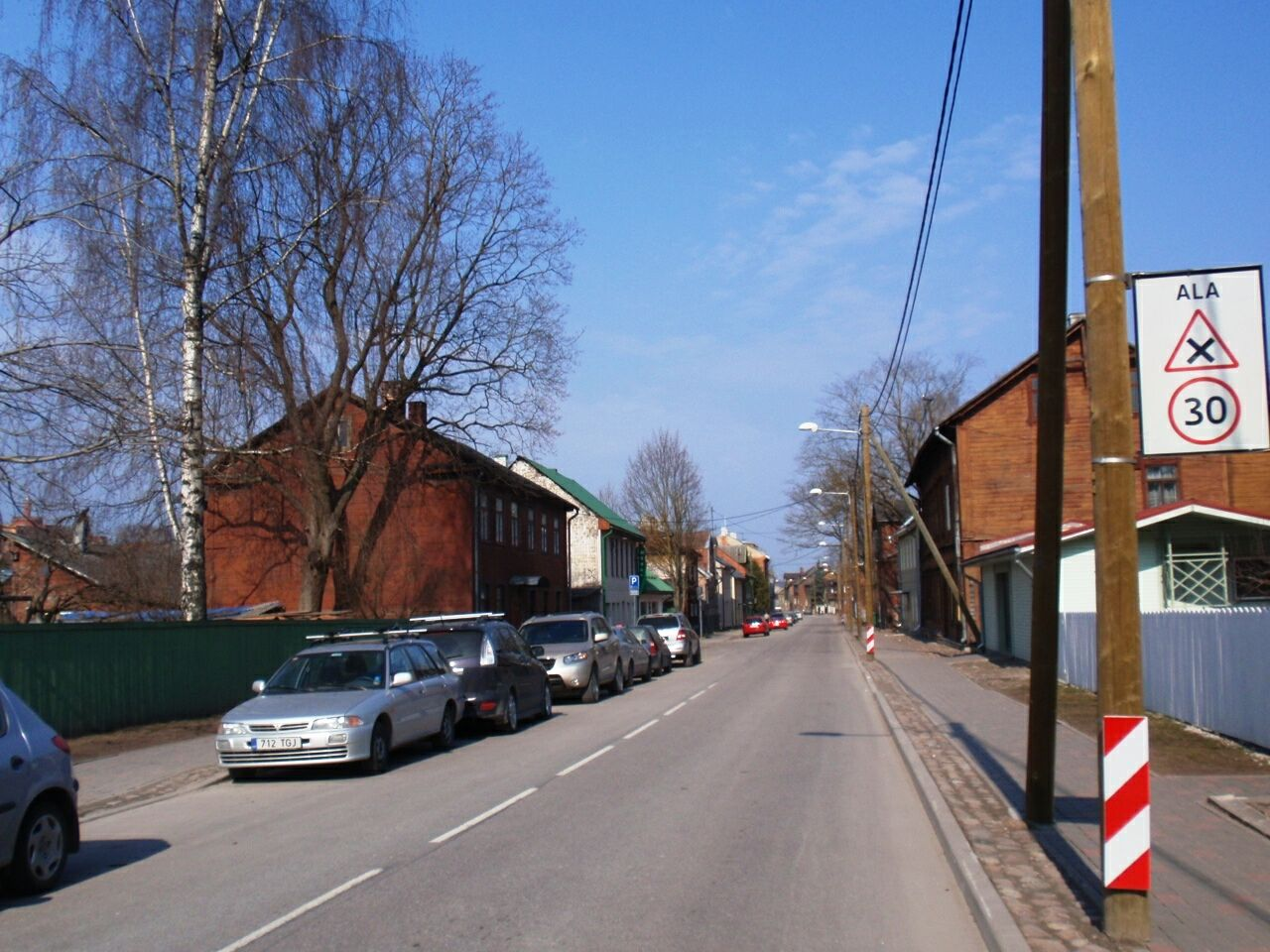
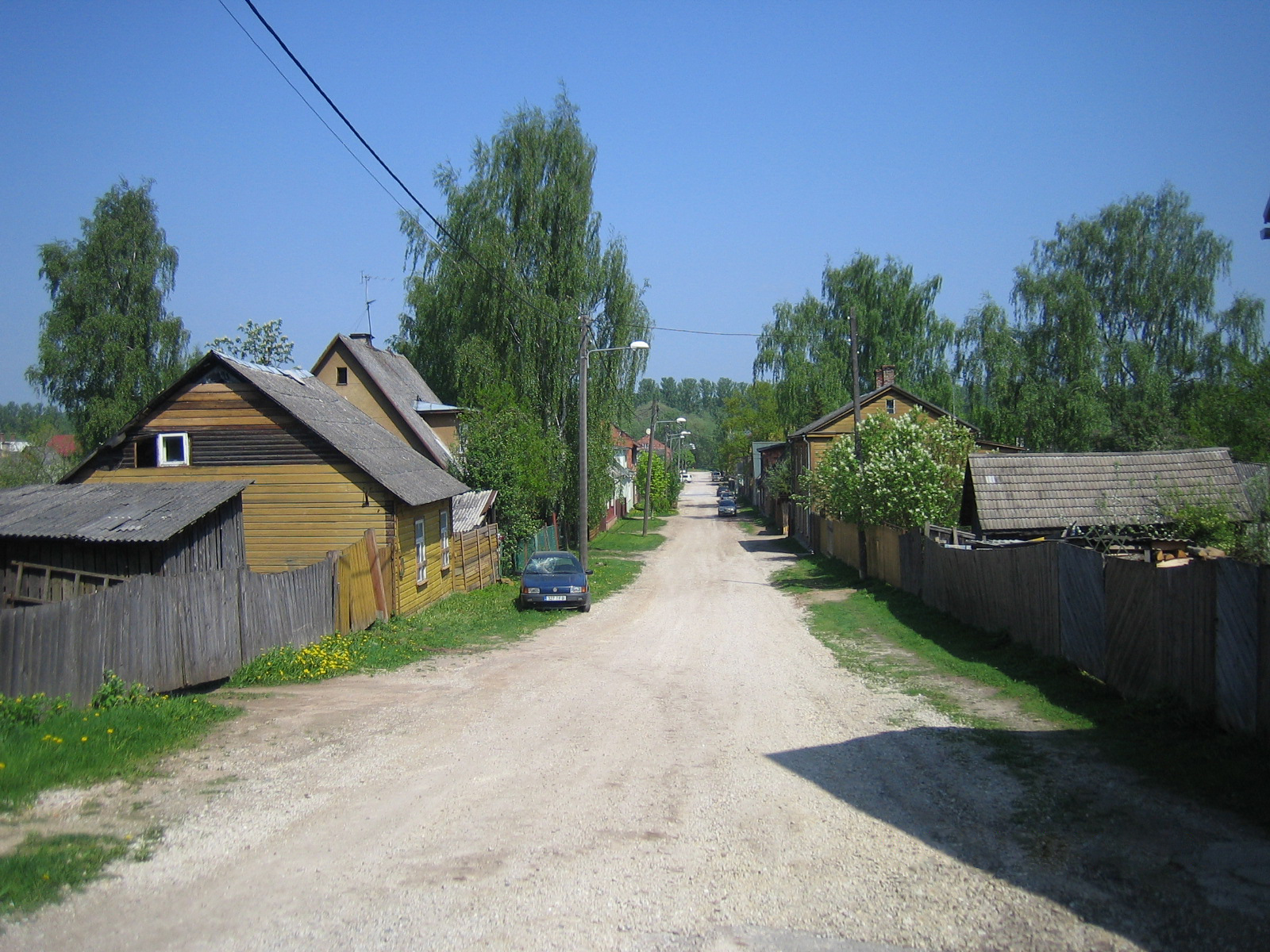
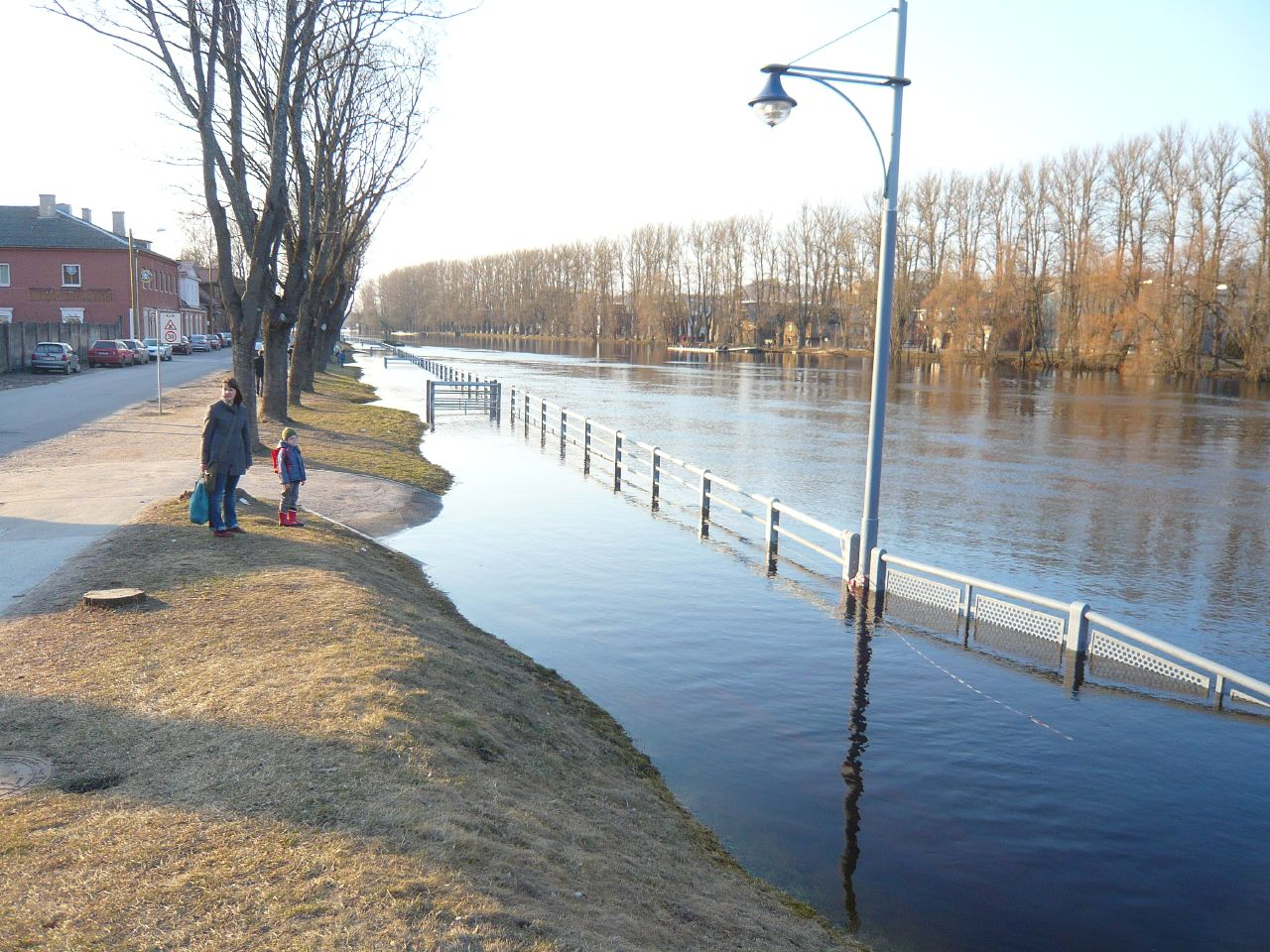
سیل در رود امایوگی
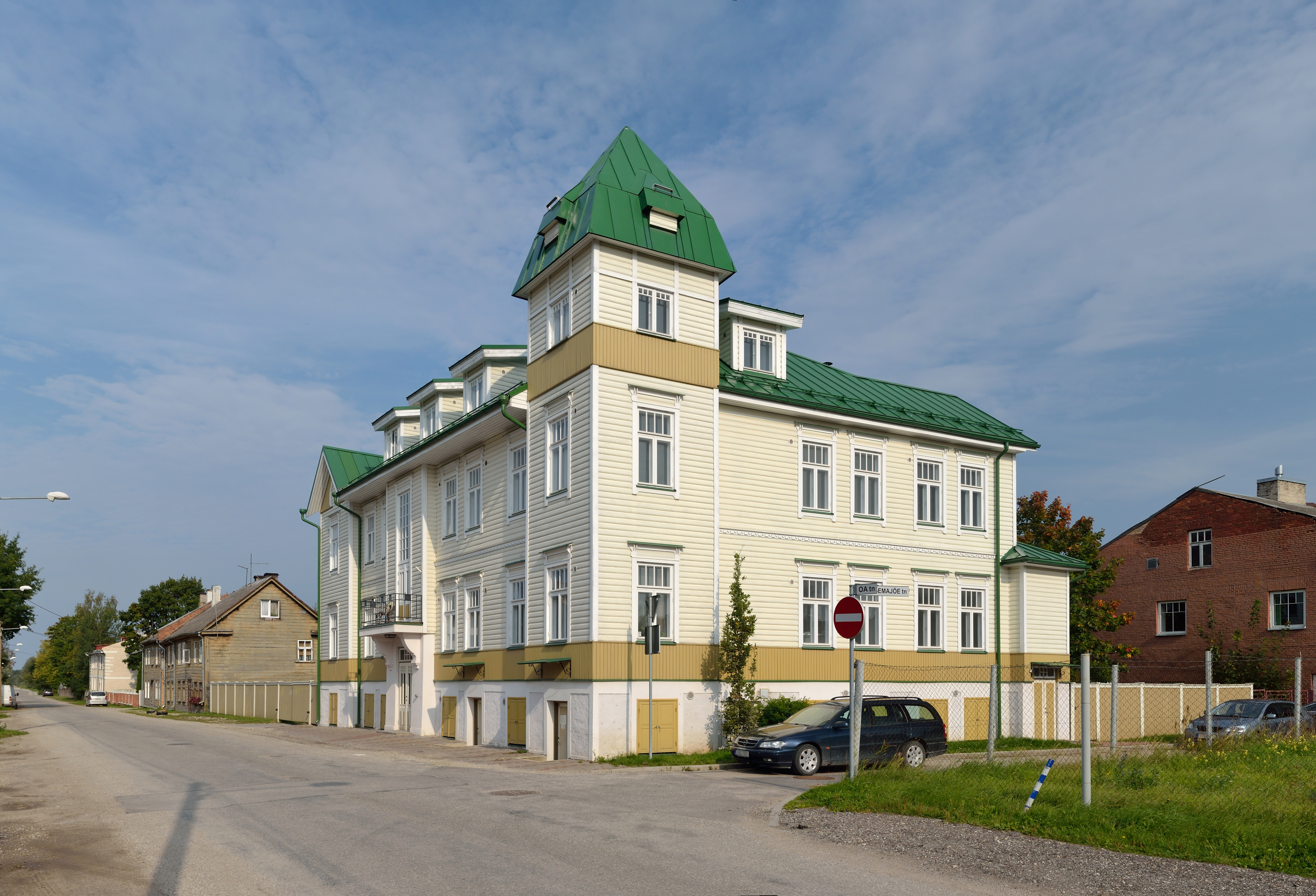
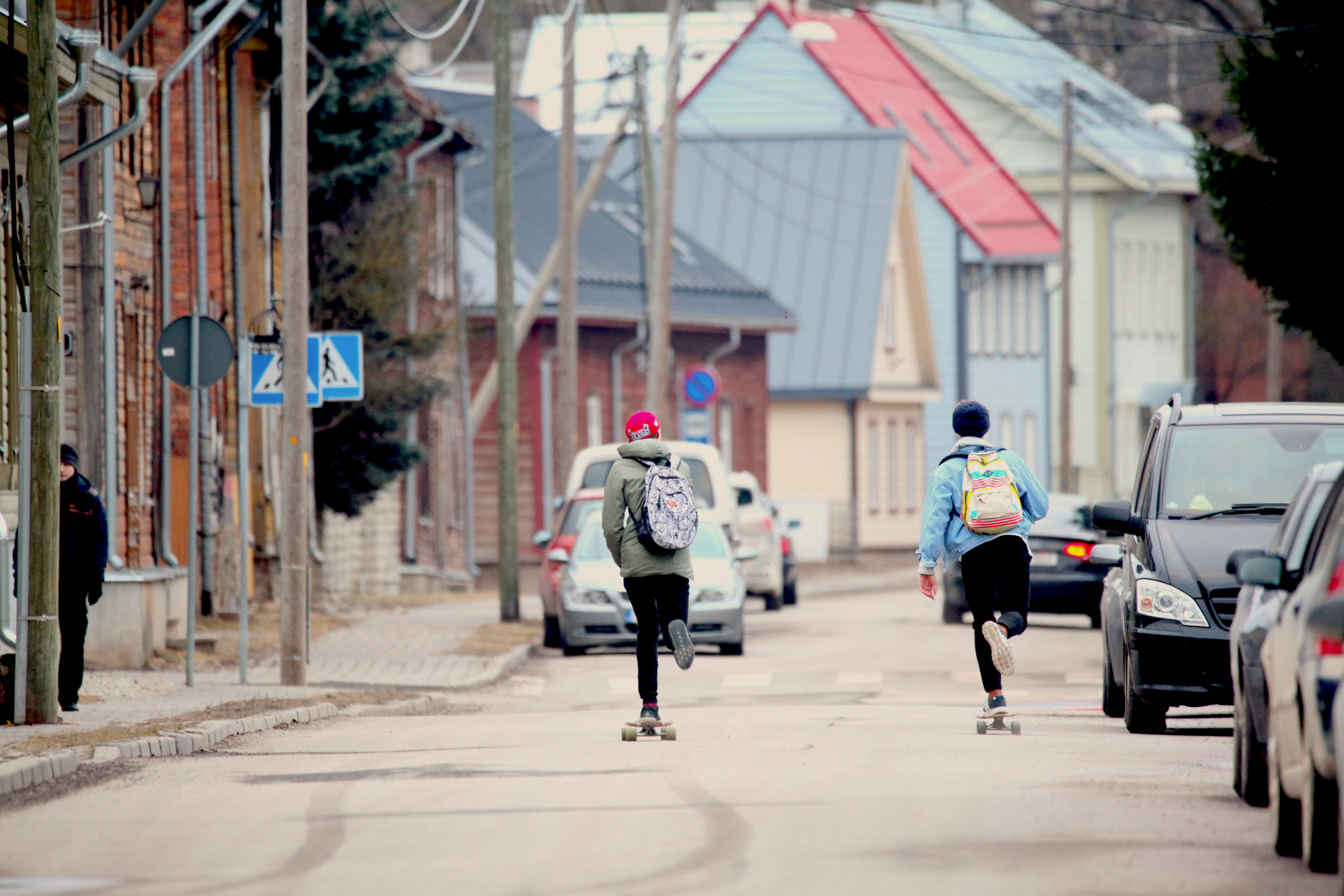
Herne